# Sable Football Club
El Sable Football Club és un club de futbol camerunès de la ciutat de Batié.

## Palmarès

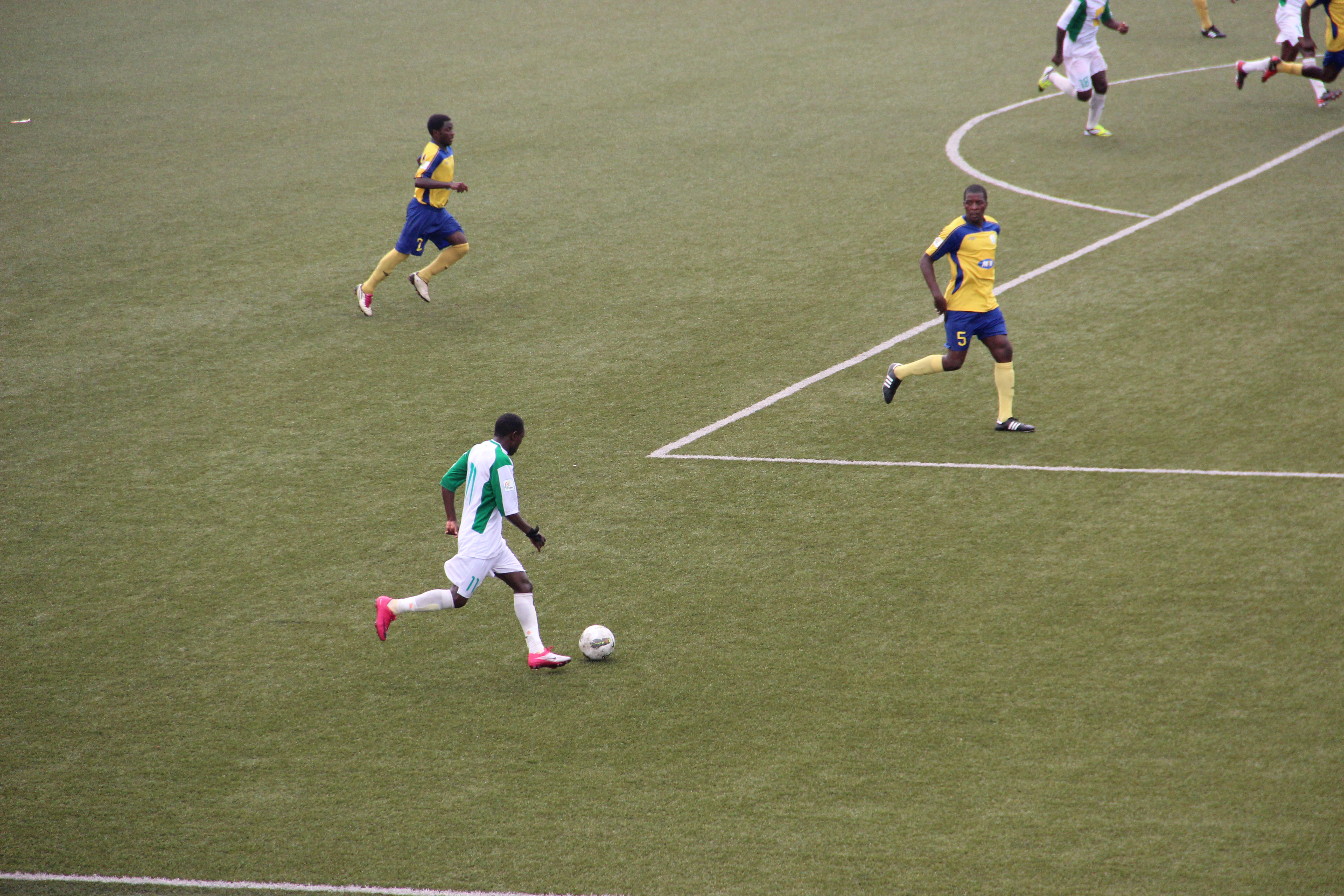
Partit entre Union Douala i Sable FC de Batié, 24 de febrer de 2013, Stade de la Réunification, Douala.

- Lliga camerunesa de futbol:[1]
  - 1999
- Supercopa camerunesa de futbol:
  - 1999